# 弱眶棘鲈
弱眶棘鲈（学名：Scolopsis eriomma）为眶棘鲈科眶棘鲈属的鱼类，俗名红赤尾冬。分布于台湾恒春、高雄等，多见于岩礁海域。该物种的模式产地在台湾高雄。